# Præstegæld
Præstegæld (norsk: prestegjeld, færøsk: prestagjald, grønlandsk: palaseqarfik) var et geografisk, administrativt område på landet i Den norske kirke og den danske folkekirke i Grønland og Færøerne og betegner en sognepræsts embedsdistrikt. Et præstegæld bestod ofte af flere sogne, hvoraf eet betegnes som hovedsognet. Hvert sogn har som regel sin egen kirke. I større præstegæld var der foruden sognepræsten en præst til, som kaldes kapellan — enten da residerende kapellan, kaldskapellan eller personelkapellan. Betegnelsen ligger tæt op af det danske pastorat. Et præstegæld var underlagt et provsti.

## Norge
Fra 2004 blev præstegældet som administrativ enhed faset ud af Den norske kirke, og fra 2012 udgik det også af lovgivningen. Kirken er siden organiseret med de enkelte sogne som grundenheder, og præsterne er ansatte i et prosti (provsti) i stedet for i et præstegæld.

## Færøerne
Færøerne udgjorde tidligere et provsti underlagt Københavns Stift. Det bestod af 9 præstegæld:
Norderø Præstegæld, bestående af:
- Viderejde Sogn
- Klaksvig Sogn
- Kunø Sogn
- Mygledal Sogn
- Husum Sogn
- Svinø Sogn
- Fuglø Sogn

Næs Præstegæld, bestående af:
- Næs Sogn
- Sjov
- Ejde

Fuglefjord Præstegæld, bestående af:
- Fuglefjord Sogn
- Funding
- Andefjord
- Lervig
- Gøte

Nordstrømø Præstegæld, bestående af:
- Kvivig Sogn
- Vestmanhavn
- Haldersvig
- Saksen
- Kvalvig
- Kollefjord

Sydstrømø Præstegæld, bestående af:
- Torshavn by
- Torshavn Landsogn
- Kalbak
- Kirkebø
- Hestø
- Nolsø

Vaagø Præstegæld, bestående af:
- Midvåg Sogn
- Sandevåg
- Sørvåg
- Bø
- Myggenæs

Sandø Præstegæld, bestående af:
- Sand Sogn
- Skopen
- Skålevig
- Husevig
- Skuø og Store Dimon

Suderø nordre Præstegæld, bestående af:
- Kvalbø Sogn
- Frodebø
- Famien
- Lille Dimon

Suderø søndre Præstegæld, bestående af:
- Hove Sogn
- Porkere
- Sumbø
- Våg

## Grønland
Grønlands Stift er inddelt i 3 provstier som igen er inddelt i 17 præstegæld. Under Midt- og Østgrøndlands Provsti hører også en grønlandsk præst i Danmark som falder uden for præstegældsinddelingen. Præstegældsinddelingen svarer til den indtil 2009 gældende kommuneinddeling, dog hører Ivittuut under Frederikshåb Præstegæld.
- Nordgrønlands Provsti (Provsteqarfik Avannaa) består af[6]:
  - Kangaatsiaq Præstegæld (Palaseqarfik Kangaatsiaq)
  - Egedesminde Præstegæld (Palaseqarfik Aasiaat)
  - Christianshåb Præstegæld (Palaseqarfik Qasigianngit)
  - Jakobshavn Præstegæld (Palaseqarfik Ilulissat)
  - Godhavn Præstegæld (Palaseqarfik Qeqertarsuaq)
  - Uummannaq Præstegæld (Palaseqarfik Uummannaq)
  - Upernavik Præstegæld (Palaseqarfik Upernavik)
  - Thule Præstegæld (Palaseqarfik Qaanaaq)

- Midt- og Østgrønlands Provsti (Provsteqarfik Qeqqa Tunulu) består af[7]:
  - Godthåb Præstegæld (Palaseqarfik Nuuk)
  - Sukkertoppen Præstegæld (Palaseqarfik Maniitsoq)
  - Holsteinsborg Præstegæld (Palaseqarfik Sisimiut)
  - Scoresbysund Præstegæld (Palaseqarfik Ittoqqortoormiit)
  - Ammassalik Præstegæld (Palaseqarfik Ammassalik)

- Sydgrønlands Provsti (Provsteqarfik Kujataa) består af[8]:
  - Frederikshåb Præstegæld (Palaseqarfik Paamiut)
  - Narsaq Præstegæld (Palaseqarfik Narsaq)
  - Julianehåb Præstegæld (Palaseqarfik Qaqortoq)
  - Nanortalik Præstegæld (Palaseqarfik Nanortalik)